# Radšel
Radšel je priimek več znanih Slovencev:
- Alenka Radšel Medvešček (1931 - 2024), zdravnica infektologinja, prof. MF
- Anja Radšel, zdravnica pediatrinja
- Franjo Radšel (1899-1987), zdravnik ftiziolog
- Ina, Boris, Anže Radšel, arhitekti
- Jasna Radšel, akad.slikarka, višja konservatorka in restavratorka
- Peter Radšel, zdravnik internist
- Zora Radšel Burger (*1932), zdravnica otorinolaringologinja, prof. MF